# Conflicte Iran-Israel de 2024
L'abril del 2024, el conflicte proxy iraniano-israelià es va convertir en un conflicte directe entre tots dos països. L'1 d'abril, Israel va bombardejar l'ambaixada iraniana a Damasc, Síria, i hi van morir diversos alts càrrecs iranians. Com a resposta, el 13 d'abril l'Iran i diverses milícies van llançar atacs amb drons i míssils a bases militars israelianes dins de territori israelià i a territoris ocupats per Israel.

## Antecedents

### Tensions durant la guerra a Gaza de 2023-2024
El 7 d'octubre de 2023, grups milicians palestins, liderats Hamàs i amb suport de i Gihad Islàmic palestí, Cau del Lleó, Front Popular per a l'Alliberament de Palestina i Front Democràtic per a l'Alliberament de Palestina van llençar un atac sorpresa des de la franja de Gaza a territori israelià. L'atac va provocar la mort de gairebé 1.200 israelians, la majoria civils, i l'esclat de la guerra entre Israel i Hamàs. Després de l'atac, Israel va començar a atacar amb més freqüència milícies proiranianes al Líban, Iraq i Síria com a represàlia. Els temors d'una guerra regional van créixer en els mesos següents.
El 25 de desembre de 2023, Israel va assassinar Razi Mousavi, un comandant iranià prop de Damasc.
El 20 de gener de 2024, Sadegh Omidzadeh, Ali Aghazadeh, Saeed Karimi, Hossein Mohammadi, i Mohammad Amin Samadi, cinc alts funcionaris iranians van ser assassinat per atacs aeris israelians durant una reunió a un edifici del districte de Mezzeh, a Damasc. Els atacs aeris israelians, segons va informar l'Observatori Sirià dels Drets Humans, van provocar la destrucció completa de l'edifici i van provocar la mort d'almenys 10 militars.

## Cronologia

### Bombardeig de l'ambaixada iraniana (1 d'abril)
L'1 d'abril, Israel va bombardejar l'ambaixada iraniana a Damasc, Síria. L'atac va matar 16 persones, entre ells diversos oficials i comandants iranians. Mohammad Reza Zahedi, un comandant de la Força Quds va ser assassinat en l'atac aeri. Els càrrecs iranians a l'edifici suposadament es trobaven amb líders militants palestins en el moment de l'atac.

### Captura del MSC Aries (13 d'abril)
El 13 d'abril de 2024, l'Iran va capturar el vaixell portacontenidors MSC Aries propietat de Gortal Shipping i llogat a Mediterranean Shipping Company (MSC). Gortal Shipping està afiliada a Zodiac Maritime, propietat en part de l'empresari israelià Eyal Ofer. El vaixell va ser abordat per l'exèrcit iranià a l'estret d'Ormuz en aigües internacionals davant de la costa dels Emirats Àrabs Units i va ser portat a l'Iran. Després de l'incident, Israel va demanar a la Unió Europea que apliqués sancions a la IRGC.

### Atac iranià a Israel (13 d'abril - 14 d'abril)
La matinada del 13 d'abril, Hezbol·là va atacar el nord d'Israel amb uns 40 coets des del líban. Israel va respondre bombardejant un lloc de fabricació d'armes d'Hezbol·là. Més tard, Al Jazeera va dir que l'atac probablement estava relacionat amb l'atac iranià més tard aquell dia.
Més tard, l'Iran i milícies amb suport iranià van atacar Israel amb 170 drons, 30 míssils de creuer i 120 míssils balístics. Els Huthis, la Resistència Islàmica a l'Iraq i un representant no identificat a Síria també van llançar atacs contra Israel sota el comandament iranià.
La Força Aèria Israeliana i els aliats d'Israel amb tropes a la zona, Jordània, el Regne Unit, els Estats Units i França, van abatre la majoria dels projectils.
Tot i això, drons i els míssils finalment van impactar a diverses bases militars i altres instal·lacions israelianes situades a Israel, Cisjordània i els Alts del Golan. L'atac també va danyar les bases aèries de Netavim i Ramon, des de les quals, s'havia llençat l'atac israelià a l'ambaixada iraniana a Damasc. 33 civils van resultar ferits.

### Contraatac israelià a l'Iran
L'exèrcit iranià el 19 d'abril va confirmar tres explosions a la matinada a Qahjavarestan, a prop de l'aeroport d'Esfahan i de la base aèria militar de Shekari, on hi ha instal·lacions nuclears i fàbriques de drons i altre armament de guerra, provocades pels trets dels seus sistemes de defensa aeris contra objectes sospitosos, i Hossein Dalirian, portaveu de l'Agència Espacial Iraniana, va informar que diversos drons havien estat abatuts. També es van escoltar exposicions en una àrea de la ciutat de Bagdad i a la regió de Babilònia, segons els mitjans àrabs. Els informes sirians van indicar que els atacs aeris també havien tingut com a objectiu instal·lacions de l'Exèrcit de Síria, especialment a les governacions d'As-Suwayda i Daraa.

### Explosió de cercapersones d'Hezbol·là
El 17 de setembre de 2024 els cercapersones d'Hezbol·là al Líban i Síria van ser piratejats i detonats en un atac coordinat per Israel, causant la mort d'almenys dotze persones, i 2.750 ferits, 200 d'ells greus, entre ells l'ambaixador iranià al Líban Mojtaba Amani, i l'endemà van explotar els walkie-talkies, causant la mort d'almenys catorze persones, i 450 ferits.

### Mort d'Ismail Haniyeh a Teheran
Ismail Haniyeh, el líder de Hamàs, va morir el 31 de juliol de 2024 a Teheran per un atac aeri israelià.

### Bombardeig de la caserna general d'Hezbol·là a Beirut
Avions de combat de la Força Aèria van bombardejar la caserna general d'Hezbol·là a Beirut i matar el 27 de setembre Hassan Nasral·là, i Abbas Nilforushan, comandant de la Guàrdia Revolucionària iraniana juntament amb Ali Karaki, comandant de les forces d'Hezbol·là al front sud, al comandant de la unitat de míssils al sud del Líban, Mohammad Ali Ismail, responsable del llançament d'un míssil balístic cap al centre d'Israel el 25 de setembre, al seu adjunt Hussein Ahmed Ismail, Ibrahim Muhammad Qabisi, cap de la Força de Míssils i Coets d'Hezbol·là juntament amb altres comandants i militants d'Hezbol·là.

### Atac iranià a Israel (1 d'octubre)
L'1 d'octubre de 2024, l'Iran va llençar 200 míssils en direcció a Israel com a resposta a la mort de Hassan Nasral·là i Abbas Nilforushan en el bombardeig de la caserna general d'Hezbol·là a Beirut del 27 de setembre i advertint que en cas de resposta israeliana hi hauria una resposta posterior molt més forta. El president dels EUA, Joe Biden, va ordenar a les seves forces armades abatre els míssils. Israel, Jordània i Iraq van tancar l'espai aeri, i els vols foren redirigits fora del país. Finalment, el 30 de setembre de 2024, l'exèrcit israelià va iniciar una ofensiva terrestre al Líban.

### Bombardeig de Dahieh
Esmail Qaani, comandant de la Força Quds va morir el 3 d'octubre de 2024 en el bombardeig israelià de Dahieh, en què també va morir Hashem Safieddine, líder d'Hezbol·là.

### Atac israelià a l'Iran (25 d'octubre)
El 25 d'octubre de 2024, la Força Aèria Israeliana (FAI) va atacar l'Iran en diverses onades durant un període de tres hores amb desenes d'avions i drons. Els objectius foren les defenses aèries de l'Iran, instal·lacions de producció de míssils i drons, i instal·lacions de llançament.

### Atacs creuats de juny de 2025
El 12 de juny de 2025 desenes d'avions de combat de la Força Aèria Israeliana (FAI) van llençar l'operació Lleó Ascendent amb centenars d'atacs aeris en cinc onades d'atacs al programa nuclear iranià, a almenys vuit llocs a tot l'Iran, incloent-hi Teheran, el principal lloc d'enriquiment d'urani de l'Iran a Natanz i un centre de recerca nuclear a Tabriz, i entre les víctimes mortals es van trobar el general Hossein Salami, comandant de l'Exèrcit dels guàrdies de la revolució islàmica (EGRI), el general Mohammad Bagheri, Cap d'Estat Major de les Forces Armades de l'Iran, Gholam Ali Rashid comandant de Khatam al-Anbiya, i diversos científics nuclears iranians.
L'atac israelià fou respost per Iran el 13 de juny amb l'operació Veritable Promesa III llençant quatre onades de míssils balístics, la majoria interceptats, que van impactar a Tel Aviv i Ramat Gan causar tres morts i vuitanta ferits. La capacitat de resposta iraniana va ser menor a la prevista per la destrucció de llençadores i magatzems de municions per part israeliana.
Els atacs israelians van continuar els següents dies a llançadores de míssils, magatzems de municions i sistemes de defensa aèria iranians per mantenir la superioritat aèria sobre l'Iran, la caserna general de la Força Quds de l'EGRI, la seu de la cadena de televisió IRIB per degradar la capacitat iraniana de produir propaganda i configurar l'entorn informatiu, i altres institucions del règim i infraestructures energètiques, causant 224 morts i 1.400 ferits fins al 16 de juny.
El 16 de juny es calculava que Iran havia perdut al voltant d'un terç dels llançadors de míssils iranians i havia utilitzat entre un terç i la meitat dels seus míssils que poden arribar a Israel, dels quals s'havien pogut interceptar entre el 80 i el 90%, i entre el 5 i el 10% van impactar en zones residencials, causant 23 morts i 600 ferits. El 17 de juny Ali Shadmani, successor de Gholam Ali Rashid al capdavant de Khatam al-Anbiya va morir en un atac aeri.
El 20 de juny Saeed Izadi, coordinador entre Hamàs i la Força Quds de l'EGRI i un dels responsables dels atacs del 7 d'octubre a Israel fou abatut a Qom (Iran), i en un atac diferent el mateix dia també fou abatut Behnam Shahriyari, comandant de la Força Quds responsable de la transferència clandestina d'armes a Hezbol·là al Líban, grups palestins a Gaza i els houthis al Iemen.